# Àgios Kharàlambos
Àgios Kharàlambos (en grec, Άγιος Χαράλαμπος) és un poblet de Grècia situat a l'illa de Creta. Pertany a la unitat perifèrica de Lassithi, al municipi d'Altiplà de Lassithi i a la comunitat local de Kato Metokhi. L'any 2011 tenia 36 habitants. Anteriorment es deia Gerontomuri.

## Àgios Kharàlambos
Prop d'aquest poblet hi ha una cova on es trobaren restes arqueològiques de la civilització minoica. El lloc s'usà com una ossera, les restes òssies de la qual es dipositaren en el període minoic mitjà IIB. D'altra banda, algunes troballes indiquen que, abans de ser traslladats a aquesta cova, aquests ossos pertanyien a enterraments primaris que abastaven una àmplia època a partir del Neolític tardà.
Les troballes d'aixovars funeraris inclouen sistres, que evidencien contactes entre Creta i l'antic Egipte, a més de ceràmica, segells, estatuetes, eines de pedra i de metall, armes i joies.
Aquesta cova fou excavada en una primera campanya entre els anys 1976 i 1983 i després en una altra entre 2002 i 2003.